# João Rodrigues de Mattos
|  | Dieser Artikel wurde aufgrund von formalen oder inhaltlichen Mängeln in der Qualitätssicherung Biologie zur Verbesserung eingetragen. Dies geschieht, um die Qualität der Biologie-Artikel auf ein akzeptables Niveau zu bringen. Bitte hilf mit, diesen Artikel zu verbessern! Artikel, die nicht signifikant verbessert werden, können gegebenenfalls gelöscht werden. Lies dazu auch die näheren Informationen in den Mindestanforderungen an Biologie-Artikel. |

João Rodrigues de Mattos (geb. 1926; gest. 27. Januar 2022 in Porto Alegre, IPNI: Mattos) war ein brasilianischer Agraringenieur und Botaniker. Er kämpfte erfolgreich für die Schaffung des Nationalparks São Joaquim.

## Werke
- O Pinheiro Brasileiro. 1972[3]
- Espécies de Pinus Cultivados no Brasil.
- Botânica Elementos de Morfologia.
- Estudo Pomológico dos Frutos Indígenas do Rio Grande do Sul.
- Livro Chlorideae do Estado de São Paulo Gramineae.
- Flora Ilustrada Canadense Fascículo Sant – I Parte: Santaláceas.